# Etrema catapasta
Etrema catapasta é uma espécie de gastrópode do gênero Etrema, pertencente à família Clathurellidae.